# Байша
Байша (серб. Бајша) — село в Сербії, належить до общини Бачка-Топола Північно-Бацького округу в багатоетнічному, автономному краю Воєводина.

## Населення
Населення села становить 2608 осіб (2002, перепис), з них:
- мадяри — 1671 — 65,07 %;
- серби — 413 — 16,08 %;
- словаки — 162 — 6,30 %;
- югослави — 129 — 5,02 %;

Решту жителів  — з десяток різних етносів, зокрема: роми, румуни, німці і з десяток русинів-українців.